# Олімпійський комітет Сербії
Олімпійський комітет Сербії (серб. Олимпијски комітет Србије) — організація, що представляє Сербію в міжнародному Олімпійському русі.

## Історія
Олімпійський комітет Сербії створено 23 лютого 1910 року під назвою Сербський олімпійський клуб (серб. Српски олимпијски клуб). У 1911 році перейменований на Центральний олімпійський клуб (серб. Централни олимпијски клуб), а 17 липня 1912 отримав сучасну назву — Олімпійський комітет Сербії. У Міжнародний олімпійський комітет прийнято на конгресі в Стокгольмі, яких проходив з 4 по 17 липня 1912 року. Перша участь в Олімпійських іграх — Олімпійські ігри в Стокгольмі 1912 року. Потім сербські олімпійці брали участь у складі делегації Югославії, після розпаду якої, через 96 років, знову взяли самостійну участь на Олімпійських іграх в Пекіні в 2008 році.

## Президенти
| Президент                         | Терміни на посаді |
| --------------------------------- | ----------------- |
| Никоді Стевановіч                 | 1910—1919         |
| Югославський олімпійський комітет |                   |
| Іван Чурковіч                     | 2006—2009         |
| Влада Дівац                       | 2009—             |